# Kongres w Brunszwiku (1718)
Kongres w Brunszwiku – kongres zwołany przez cesarza Karola VI Habsburga w 1718 w celu spacyfikowania północnej Europy po myśli Rzeszy Niemieckiej.
W 1718 roku po pokonaniu Turków cesarz poczuł się silny. 21 lipca zawarto pokój w Požarevacu, kończący wojnę Turcji z Austrią i Wenecją (VIII wojna wenecko-turecka). Za sprawą Jamesa Stanhope'a w 1718 roku zawarty został Quadruple Alliance, sojusz czterech państw: Habsburgów, Francji, Holandii i Wielkiej Brytanii.
Jednak nawet sojusznik Karola, Jerzy I Hanowerski nie przybył na zwołany kongres. Król Jerzy zniechęcił także króla Szwecji, Karola XII. Rzeczpospolita choć wystawiła swych przedstawicieli, ostatecznie ich nie wysłała. Z racji, że wiele państw nie wyraziło zainteresowania inicjatywą cesarską, kongres w Brunszwiku jest często nazywany „kongresem-cieniem” (ang. shadowy congress).